# OK Vardar
OK Vardar är en volleybollklubb från Skopje, Nordmakedonien, grundad 1947.
Klubben tillhörde de främsta lagen i Socialistiska republiken Makedonien och dess herrlag blev makedonska mästare 1961. Det debuterade i Jugoslaviens högstaliga 1967. De åkte ur första säsongen, men tog sig direkt upp igen och spelade i högstaserien tills Jugoslaviens upplösning. Laget hade en storhetstid mellan 1973 och 1980, med ett jugoslaviskt mästerskap 1975/1976 som främsta merit. Efter att Nordmakedonien blivit självständigt har herrlaget vunnit två nationella mästerskap (1993/1994 och 2012/2013), medan damlaget vunnit ett mästerskap (2019/2020).